# Olympisch kwalificatietoernooi schaatsen Nederland 2002
Het Nederlands kwalificatietoernooi voor het schaatsen op de Olympische Spelen 2002, ook wel aangeduid als OKT werd van 20 t/m 23 december 2001 in Thialf verreden.

## Tijdschema
| Programma             |                                                          |
| Datum                 | Onderdeel                                                |
| donderdag 20 december | 500 meter vrouwen 5000 meter mannen                      |
| vrijdag 21 december   | 500 meter mannen 3000 meter vrouwen                      |
| zaterdag 22 december  | 1000 meter vrouwen 1500 meter mannen 5000 meter vrouwen  |
| zondag 23 december    | 1000 meter mannen 1500 meter vrouwen 10.000 meter mannen |

## Mannen
Bij de mannen waren achttien startplekken voor maximaal tien schaatsers voor het schaatsen op de Olympische Winterspelen 2002 te verdienen.

### 5000 meter
| #  | Schaatser          | Tijd    |
| -- | ------------------ | ------- |
| 1  | Jochem Uytdehaage  | 6.30,62 |
| 2  | Carl Verheijen     | 6.31,45 |
| 3  | Bob de Jong        | 6.34,43 |
| 4  | Rintje Ritsma      | 6.35,61 |
| 5  | Gianni Romme       | 6.38,74 |
| 6  | Jelmer Beulenkamp  | 6.43,06 |
| 7  | Brigt Rykkje       | 6.43,11 |
| 8  | Rutger Elsinga     | 6.46,74 |
| 9  | Kees de Ruyter     | 6.46,90 |
| 10 | Andreas Wierda     | 6.48,58 |
| 11 | Jarno Meijer       | 6.48,74 |
| 12 | Ralf van der Rijst | 6.49,83 |
| 13 | Casper Helling     | 6.50,46 |
| 14 | Sander Kingma      | 6.54,78 |

### 500 meter
| #  | Schaatser             | Rit 1 | Rit 2 | Totaal |
| -- | --------------------- | ----- | ----- | ------ |
| 1  | Jan Bos               | 35,42 | 35,68 | 71,100 |
| 2  | Gerard van Velde      | 35,72 | 35,40 | 71,120 |
| 3  | Erben Wennemars       | 35,70 | 35,74 | 71,440 |
| 4  | Bas Brusche           | 36,78 | 36,33 | 73,110 |
| 5  | Alexander Oltrop      | 36,58 | 36,63 | 73,210 |
| 6  | Jeroen Straathof      | 37,05 | 36,89 | 73,940 |
| 7  | Dennis Kalker         | 37,11 | 36,86 | 73,970 |
| 8  | Yuri Solinger         | 37,11 | 37,04 | 74,150 |
| 9  | Emiel de Jager        | 36,92 | 37,36 | 74,280 |
| 10 | Stefan Groothuis      | 37,45 | 36,86 | 74,310 |
| 11 | Daan Kegel            | 37,56 | 37,55 | 75,110 |
| 12 | Arne de Groote        | 37,62 | 37,50 | 75,120 |
| 13 | Bjarne Rykkje         | 37,32 | 37,84 | 75,160 |
| 14 | Arjen Rients Folkerts | 37,56 | 37,63 | 75,190 |
| 15 | Jacques de Koning     | 37,75 | 37,81 | 75,560 |
| 16 | Arnout Coenen         | 38,40 | 38,28 | 76,680 |

### 1500 meter
| #  | Schaatser           | Tijd    |
| -- | ------------------- | ------- |
| 1  | Ids Postma          | 1.48,17 |
| 2  | Jan Bos             | 1.48,38 |
| 3  | Rintje Ritsma       | 1.48,80 |
| 4  | Jochem Uytdehaage   | 1.49,38 |
| 5  | Martin Hersman      | 1.49,46 |
| 6  | Erben Wennemars     | 1.49,57 |
| 7  | Stefan Groothuis    | 1.50,17 |
| 8  | Jelmer Beulenkamp   | 1.50,29 |
| 9  | Jakko Jan Leeuwangh | 1.50,41 |
| 10 | Carl Verheijen      | 1.50,87 |
| 11 | Yuri Solinger       | 1.51,13 |
| 12 | Ralf van der Rijst  | 1.51,32 |
| 13 | Mark Tuitert        | 1.51,42 |
| 14 | Dennis van der Gun  | 1.51,58 |
| 15 | Jarno Meijer        | 1.51,92 |
| 16 | Rutger Elsinga      | 1.51,97 |
| 17 | Sicco Janmaat       | 1.53,43 |
|    | Jeroen Straathof    | DQ      |

### 1000 meter
| #  | Schaatser           | Tijd    |
| -- | ------------------- | ------- |
| 1  | Jan Bos             | 1.09,67 |
| 2  | Erben Wennemars     | 1.10,89 |
| 3  | Gerard van Velde    | 1.11,26 |
| 4  | Ids Postma          | 1.11,30 |
| 5  | Alexander Oltrop    | 1.11,57 |
| 6  | Rintje Ritsma       | 1.11,61 |
| 7  | Martin Hersman      | 1.11,84 |
| 8  | Emiel de Jager      | 1.11,94 |
| 9  | Jakko Jan Leeuwangh | 1.11,96 |
| 10 | Stefan Groothuis    | 1.12,19 |
| 11 | Bas Brusche         | 1.12,31 |
|    | Yuri Solinger       | 1.12,31 |
| 13 | Jeroen Straathof    | 1.12,51 |
| 14 | Daan Kegel          | 1.13,21 |
| 15 | Ralf van der Rijst  | 1.13,31 |
| 16 | Bjarne Rykkje       | 1.13,36 |
| 17 | Auke Kranenborg     | 1.13,47 |
| 18 | Bastiaan Krul       | 1.14,64 |

### 10.000 meter
| # | Schaatser         | Tijd     |
| - | ----------------- | -------- |
| 1 | Bob de Jong       | 13.25,45 |
| 2 | Jochem Uytdehaage | 13.28,25 |
| 3 | Gianni Romme      | 13.29,50 |
| 4 | Carl Verheijen    | 13.30,51 |
| 5 | Brigt Rykkje      | 13.54,06 |
| 6 | Casper Heling     | 13.56,31 |
| 7 | Rutger Elsinga    | 14.07,36 |
| 8 | Jarno Meijer      | 14.18,10 |

## Vrouwen
Bij de vrouwen waren zeventien startplekken voor maximaal tien schaatssters voor het schaatsen op de Olympische Winterspelen 2002 te verdienen.

### 500 meter
| #  | Schaatsster        | Rit 1   | Rit 2 | Totaal  |
| -- | ------------------ | ------- | ----- | ------- |
| 1  | Andrea Nuyt        | 39,02   | 38,97 | 77,990  |
| 2  | Marianne Timmer    | 39,58   | 39,26 | 78,840  |
| 3  | Marieke Wijsman    | 39,62   | 39,96 | 79,580  |
|    | Yvonne Leever      | 39,96   | 39,62 | 79,580  |
| 5  | Frouke Oonk        | 39,74   | 39,87 | 79,610  |
| 6  | Dianne Kootstra    | 41,03   | 40,51 | 81,540  |
| 7  | Tijn Ponjee        | 41,07   | 40,49 | 81,560  |
| 8  | Christine Heins    | 40,91   | 40,76 | 81,670  |
| 9  | Sandra 't Hart     | 41,03   | 40,83 | 81,860  |
| 10 | Judith Straathof   | 41,29   | 41,50 | 82,790  |
| 11 | Mirjam de Joode    | 41,94   | 41,55 | 83,490  |
| 12 | Maurine Kroon      | 42,05   | 42,12 | 84,170  |
| 13 | Marja van der Werf | 42,25   | 41,95 | 84,200  |
| 14 | Arina Schingenga   | 1.27,65 | 40,86 | 128,510 |

### 3000 meter
| #  | Schaatsster          | Tijd    |
| -- | -------------------- | ------- |
| 1  | Gretha Smit          | 4.10,68 |
| 2  | Tonny de Jong        | 4.12,35 |
| 3  | Renate Groenewold    | 4.13,20 |
| 4  | Barbara de Loor      | 4.14,50 |
| 5  | Helen van Goozen     | 4.14,72 |
| 6  | Marja Vis            | 4.14,92 |
| 7  | Martine Oosting      | 4.15,59 |
| 8  | Wieteke Cramer       | 4.17,55 |
| 9  | Rixt Meijer          | 4.21,20 |
| 10 | Mireille Reitsma     | 4.21,68 |
| 11 | Paulien van Deutekom | 4.25,43 |
|    | Carien Kleibeuker    | DQ      |

### 1000 meter
| #  | Schaatsster      | Tijd    |
| -- | ---------------- | ------- |
| 1  | Andrea Nuyt      | 1.17,54 |
| 2  | Annamarie Thomas | 1.17,62 |
| 3  | Marianne Timmer  | 1.17,92 |
| 4  | Barbara de Loor  | 1.19,20 |
| 5  | Marieke Wijsman  | 1.19,64 |
| 6  | Frouke Oonk      | 1.19,83 |
| 7  | Judith Straathof | 1.20,05 |
| 8  | Christine Heins  | 1.20,12 |
| 9  | Yvonne Leever    | 1.20,13 |
| 10 | Dianne Kootstra  | 1.20,89 |
| 11 | Tijn Ponjee      | 1.21,41 |
| 12 | Mirjam de Joode  | 1.21,56 |
| 13 | Arina Schingenga | 1.23,11 |
|    | Sandra 't Hart   | DQ      |

### 5000 meter
| # | Schaatsster          | Tijd    |
| - | -------------------- | ------- |
| 1 | Gretha Smit          | 7.03,47 |
| 2 | Marja Vis            | 7.14,72 |
| 3 | Tonny de Jong        | 7.18,03 |
| 4 | Helen van Goozen     | 7.22,80 |
| 5 | Martine Oosting      | 7.27,71 |
| 6 | Rixt Meijer          | 7.28,71 |
| 7 | Carien Kleibeuker    | 7.32,34 |
| 8 | Wieteke Cramer       | 7.33,57 |
| 9 | Paulien van Deutekom | 7.45,84 |

### 1500 meter
| #  | Schaatsster          | Tijd    |
| -- | -------------------- | ------- |
| 1  | Annamarie Thomas     | 1.59,37 |
| 2  | Tonny de Jong        | 1.59,69 |
| 3  | Marianne Timmer      | 2.00,33 |
| 4  | Renate Groenewold    | 2.01,39 |
| 5  | Marieke Wijsman      | 2.01,87 |
| 6  | Barbara de Loor      | 2.01,93 |
| 7  | Marja Vis            | 2.02,26 |
| 8  | Judith Straathof     | 2.02,43 |
| 9  | Martine Oosting      | 2.02,68 |
| 10 | Sandra 't Hart       | 2.02,96 |
| 11 | Mireille Reitsma     | 2.03,52 |
| 12 | Helen van Goozen     | 2.04,60 |
| 13 | Wieteke Cramer       | 2.05,50 |
| 14 | Marja van der Werf   | 2.07,29 |
| 15 | Paulien van Deutekom | 2.08,30 |
|    | Els Murris           | DQ      |

## Plaatsingen

### Olympische Spelen
Op voordracht van de schaatsbond KNSB heeft de topsportcommissie van NOCNSF besloten Jochem Uytdehaage, Martin Hersman en Erben Wennemars nog een extra wedstrijd te laten rijden om de vierde startplek van de 1500 meter aan te wijzen. De skate-off vond plaats tijdens de wereldbekerwedstrijden in Heerenveen, in het weekeinde van 11 tot en met 13 januari 2002.

### 1500 meter
| # | Schaatser         | Tijd    |
| - | ----------------- | ------- |
| 1 | Jochem Uytdehaage | 1.49,22 |
| 2 | Erben Wennemars   | 1.49,33 |
| 3 | Martin Hersman    | 1.50,23 |

Mannen
| #         | Schaatser         | 500       | 1000      | 1500      | 5000      | 10.000    |
| Geplaatst | Geplaatst         | Geplaatst | Geplaatst | Geplaatst | Geplaatst | Geplaatst |
| --------- | ----------------- | --------- | --------- | --------- | --------- | --------- |
| 1         | Jan Bos           | 1e        | 1e        | 2e        |           |           |
| 2         | Gerard van Velde  | 2e        | 3e        |           |           |           |
| 3         | Erben Wennemars   | 3e        | 2e        |           |           |           |
| 4         | Ids Postma        | Ja        | 4e        | 1e        |           |           |
| 5         | Rintje Ritsma     |           |           | 3e        |           |           |
| 6         | Bob de Jong       |           |           |           | 3e        | 1e        |
| 7         | Jochem Uytdehaage |           |           | 4e        | 1e        | 2e        |
| 8         | Carl Verheijen    |           |           |           | 2e        |           |
| 9         | Gianni Romme      |           |           |           |           | 3e        |

Vrouwen
| #         | Schaatsster       | 500       | 1000      | 1500      | 3000      | 5000      |
| Geplaatst | Geplaatst         | Geplaatst | Geplaatst | Geplaatst | Geplaatst | Geplaatst |
| --------- | ----------------- | --------- | --------- | --------- | --------- | --------- |
| 1         | Andrea Nuyt       | 1e        | 1e        |           |           |           |
| 2         | Marianne Timmer   | 2e        | 3e        | 3e        |           |           |
| 3         | Annamarie Thomas  |           | 2e        | 2e        |           |           |
| 4         | Tonny de Jong     |           |           | 1e        | 2e        | 3e        |
| 5         | Renate Groenewold |           |           | 4e        | 3e        |           |
| 6         | Gretha Smit       |           |           |           | 1e        | 1e        |
| 7         | Marja Vis         |           |           |           |           | 2e        |
| 8         | Marieke Wijsman   | 3e        | Ja        |           |           |           |

Heerenveen 2002 ·
Heerenveen 2006 · 
Heerenveen 2010 · 
Heerenveen 2014 · 
Heerenveen 2018 · 
Heerenveen 2022